# Sébastien Corchia
Sébastien Corchia (Noisy-le-Sec, 1 de noviembre de 1990) es un futbolista francés que juega de defensa en el A. S. Cannes del Championnat National 2.

## Equipos

### Francia
Criado en el centro de formación juvenil del Paris Saint-Germain, pone rumbo a las filas del Le Mans FC, de la Ligue 2, donde el nuevo entrenador Paulo Duarte lo usó titular habitual. Dos temporadas después llama la atención del Sochaux, que militaba en la Ligue 1, firmando un contrato de cuatro años. Sus actuaciones despertaron el interés de grandes clubes europeos como Bayern Múnich, Juventus, PSG, AC Milán o Arsenal. 
Finalmente acabó fichando por el Lille OSC  por cuatro años en la temporada 2013/14.

### Aventura Peninsular
En la temporada 2017-18 fichó por el Sevilla F. C. y la temporada siguiente marchó cedido al S. L. Benfica donde en el mercado de invierno, los lisboetas, se plantearon su vuelta a Nervión pues solo jugó dos partidos. Finalmente estuvo toda la temporada en el club luso. Al volver al club sevillano, no convenció al nuevo entrenador, Julen Lopetegui, por lo que se volvió a marchar cedido al R. C. D. Espanyol, donde una lesión de menisco solo le permitió jugar 630 minutos repartidos en siete partidos.
Finalmente rescindió su contrato con el club hispalense.

### Regreso a Francia
Unos días después de abandonar España, el F. C. Nantes anunció su incorporación para las siguientes tres temporadas. Una vez pasado ese tiempo, siguió su carrera en un Amiens S. C. con el que firmó por dos años. Cuando su contrato expiró, se unió al A. S. Cannes.

## Selección
Mientras militaba en el Le Mans fue convocado para la sub-17 de Francia, jugando dos encuentros contra la sub-17 checa, 3 en la sub-18 y 19 con la sub-19. Con su salto al fútbol profesional con 19 años es llamado a la sub-21 haciéndose un habitual del plantel tanto en amistosos como en la fase de clasificación para el Europeo 2011. En la sub-21 logró marcar 3 goles y dar 2 asistencias en 25 partidos.
Con la absoluta fue convocado en tres partidos, pero solo participó en uno contra Costa de Marfil.

## Estadísticas
Actualizado a último partido jugado el 4 de octubre de 2020.

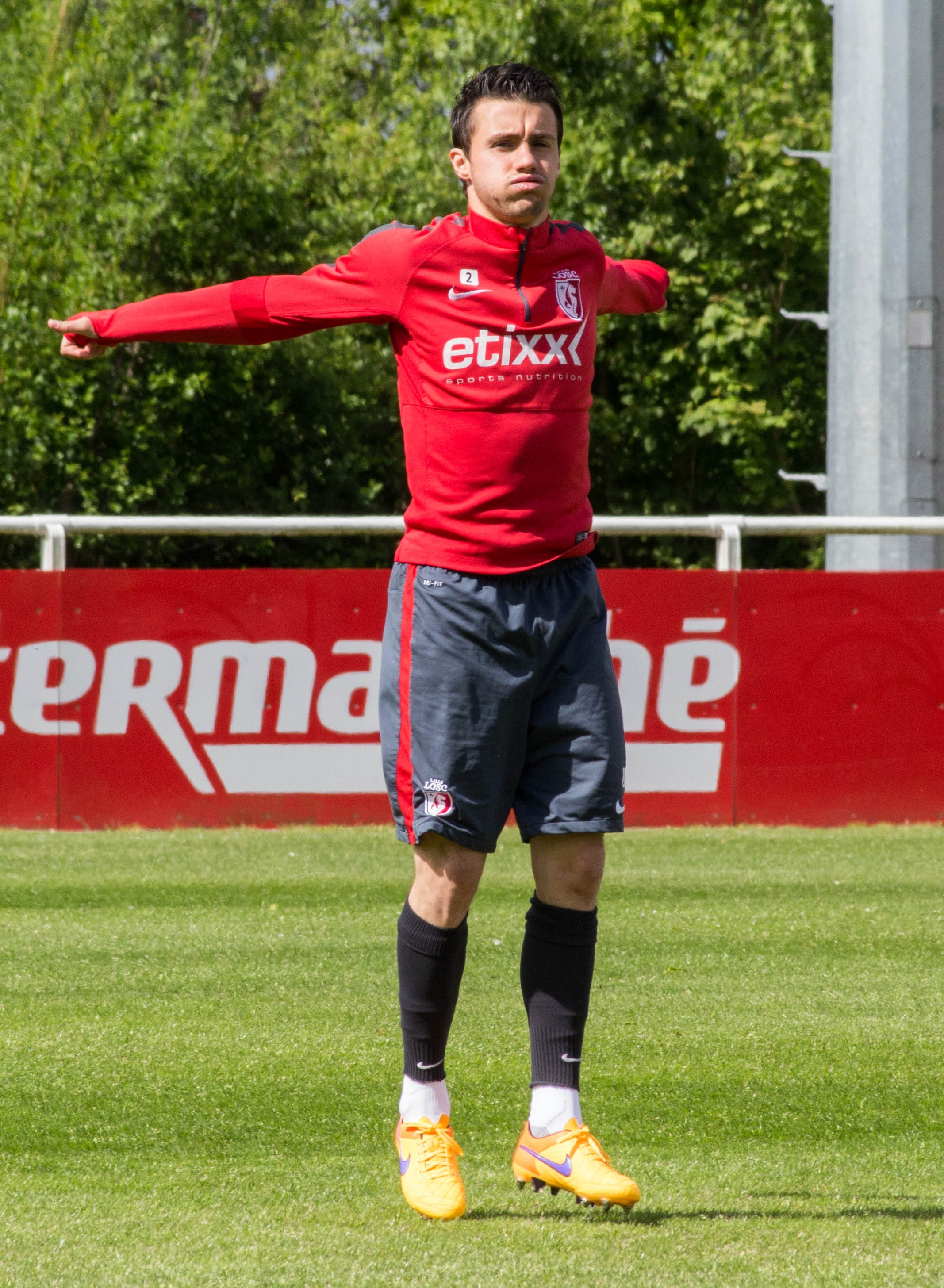
Corchia en el 2015

| Club                      | Temporada     | Liga    | Liga  | Copa    | Copa  | Europa  | Europa | Total   | Total |
| Club                      | Temporada     | Jugados | Goles | Jugados | Goles | Jugados | Goles  | Jugados | Goles |
| ------------------------- | ------------- | ------- | ----- | ------- | ----- | ------- | ------ | ------- | ----- |
| Le Mans F. C.             | 2008-09       | 9       | 0     | 1       | 0     | —       | —      | 10      | 0     |
| Le Mans F. C.             | 2009-10       | 35      | 2     | 2       | 0     | —       | —      | 37      | 2     |
| Le Mans F. C.             | 2010-11       | 36      | 1     | 4       | 1     | —       | —      | 40      | 2     |
| Le Mans F. C.             | Total         | 80      | 3     | 7       | 1     | —       | —      | 87      | 4     |
| F. C. Sochaux-Montbéliard | 2011-12       | 31      | 0     | 1       | 0     | 2       | 0      | 34      | 0     |
| F. C. Sochaux-Montbéliard | 2012-13       | 34      | 1     | 1       | 0     | —       | —      | 35      | 1     |
| F. C. Sochaux-Montbéliard | 2013-14       | 33      | 3     | 3       | 1     | —       | —      | 36      | 4     |
| F. C. Sochaux-Montbéliard | Total         | 98      | 4     | 5       | 1     | 2       | 0      | 105     | 5     |
| Lille O. S. C.            | 2014-15       | 31      | 1     | 4       | 1     | 10      | 1      | 45      | 3     |
| Lille O. S. C.            | 2015-16       | 33      | 2     | 7       | 0     | 0       | 0      | 40      | 2     |
| Lille O. S. C.            | 2016-17       | 38      | 1     | 2       | 1     | 2       | 0      | 42      | 2     |
| Lille O. S. C.            | Total         | 102     | 4     | 13      | 2     | 12      | 1      | 127     | 7     |
| Sevilla F. C.             | 2017-18       | 12      | 0     | 5       | 0     | 3       | 0      | 20      | 0     |
| Sevilla F. C.             | 2018-19       | 0       | 0     | 0       | 0     | 2       | 0      | 2       | 0     |
| Sevilla F. C.             | Total         | 12      | 0     | 5       | 0     | 5       | 0      | 22      | 0     |
| S. L. Benfica             | 2018-19       | 7       | 0     | 3       | 0     | 5       | 0      | 15      | 0     |
| S. L. Benfica             | Total         | 7       | 0     | 3       | 0     | 5       | 0      | 15      | 0     |
| R. C. D. Espanyol         | 2019-2020     | 3       | 0     | 0       | 0     | 4       | 0      | 7       | 0     |
| R. C. D. Espanyol         | Total         | 3       | 0     | 0       | 0     | 4       | 0      | 7       | 0     |
| Total carrera             | Total carrera | 302     | 11    | 33      | 4     | 28      | 1      | 363     | 16    |

## Palmarés

### Títulos nacionales
| Título          | Club          | País     | Año  |
| --------------- | ------------- | -------- | ---- |
| Primeira Liga   | S. L. Benfica | Portugal | 2019 |
| Copa de Francia | F. C. Nantes  | Francia  | 2022 |